# American Basketball League 1941-1942
La stagione 1941-1942 della American Basketball League fu la 15ª nella storia della lega. Vinsero il titolo i Wilmington Blue Bombers i quali, dopo aver vinto sia la prima sia la seconda fase, vennero decretati campioni senza la disputa dei playoff.

## Classifiche

### Prima fase
|    | Classifica prima fase 1941-1942 | V  | P |
| -- | ------------------------------- | -- | - |
| 1. | Wilmington Blue Bombers         | 10 | 3 |
| 2. | Philadelphia Sphas              | 8  | 6 |
| 3. | Washington Brewers              | 5  | 6 |
| 4. | Trenton Tigers                  | 5  | 8 |
| 5. | New York Jewels                 | 1  | 6 |

- I New York Jewels hanno abbandonato il campionato dopo 7 partite.

### Seconda fase
|    | Classifica seconda fase 1940-1941 | V | P |
| -- | --------------------------------- | - | - |
| 1. | Wilmington Blue Bombers           | 8 | 4 |
| 2. | Trenton Tigers                    | 6 | 6 |
| 3. | Philadelphia Sphas                | 5 | 7 |
| 3. | Washington Brewers                | 5 | 7 |